# 江利川春雄
江利川 春雄（えりかわ はるお、1956年-）は、日本の教育学者・英語学者・歴史学者。和歌山大学教育学部教授を経て2021年に名誉教授。近現代日本教育史（特に英語教育史）、英語教育学を専門とする。学位は、博士（教育学）。
（以下の履歴・業績は、辻伸幸ほか編『英語教育の歴史に学び・現在を問い・未来を拓く : 江利川春雄教授退職記念論集』（溪水社、2021）の「江利川春雄教授　略年譜と業績」427〜464ページによる）

## 略歴
埼玉県出身。1976年 小山工業高等専門学校機械工学科卒業。1984年 大阪市立大学経済学部卒業。1992年 神戸大学大学院教育学研究科修士課程修了。1993年から98年まで、鈴鹿工業高等専門学校講師・助教授、1998年和歌山大学教育学部助教授、2003年教授。2004年「近代日本の「傍系」諸学校における中等英語科教育の展開に関する研究」で広島大学から博士（教育学）を授与される。
この他、かつて神戸YMCA大学予備校の専任講師として受験指導にも従事した。学外では現在、神戸英語教育学会会長を経て顧問、日本英語教育史学会会長を経て名誉会長、和歌山英語教育研究会会長を経て顧問などを歴任している。

## 著書

### 単著
- 『近代日本の英語科教育史　職業系諸学校による英語教育の大衆化過程』（東信堂、2006年）
- 『日本人は英語をどう学んできたか　英語教育の社会文化史』（研究社、2008年）
- 『英語教育のポリティクス　競争から協同へ』（三友社出版、2009年）
- 『受験英語と日本人　入試問題と参考書からみる英語学習史』（研究社、2011年）
- 『英語教科書は＜戦争＞をどう教えてきたか』研究社、2015
- 『英語と日本軍 知られざる外国語教育史』NHKブックス、2016
- 『日本の外国語教育政策史』ひつじ書房、2018
- 『英語教育論争史』講談社、2022
- 『英語と日本人　挫折と希望の二〇〇年』ちくま新書、2023

### 共著
- （青木庸效）『コミュニケーションのための基礎英作文』金星堂、2000年
- （青木庸效）『コミュニケーションのための英語自己表現 Let's Talk and Communicate!』金星堂、2005
- 『和歌山県教育史 第１巻　通史編 I・第２巻　通史編Ⅱ 』 和歌山県教育史編纂委員会編・発行、2007・2010
- 『どうする小学校英語：英語ぎらいを出さないために』 阿原成光・瀧口優編著、大月書店、 2009
- 『成長する英語教師をめざして　新人教師・学生時代に読んでおきたい教師の語り』 柳瀬陽介・組田幸一郎・奥住桂編、ひつじ書房、2011
- 『学習英文法を見直したい』 大津由紀雄編著、研究社、2012
- 『協同学習を取り入れた英語授業のすすめ』編著 大修館書店 英語教育21世紀叢書 2012
- 『英語教育、迫り来る破綻』大津由紀雄,斎藤兆史,鳥飼玖美子共著 ひつじ書房 2013
- 『学校英語教育は何のため?』斎藤兆史,鳥飼玖美子,大津由紀雄共著 内田樹,鳥飼対談 ひつじ書房 ひつじ英語教育ブックレット 2014
- 『世界と日本の小学校の英語教育　早期外国語教育は必要か』 西山教行・大木充編著、明石書店、2015
- 『「グローバル人材育成」の英語教育を問う』 斎藤兆史・鳥飼玖美子・大津由紀雄・江利川春雄・野村昌司著 （対談参加：養老孟司）、ひつじ書房、 2016
- 『英語教育徹底リフレッシュ　グローバル化と21世紀型の教育』 今尾康裕ほか編、開拓社、2017
- 『ジェンダーと英語教育：学際的アプローチ』 石川有香編著、大学教育出版、2020
- 『英語教育の歴史に学び・現在を問い・未来を拓く : 江利川春雄教授退職記念論集』辻伸幸ほか編、溪水社、2021

### 共編著
- （小篠敏明）『英語教科書の歴史的研究』（辞游社、2004年）

### 共編・監修
- （共編者：伊原巧・林浩士）『英語科授業学の諸相：青木庸效教授還暦記念論文集』三省堂、1993
- （共編者：東川直樹・林浩士）『英語科授業学の今日的課題　青木庸效教授退官記念論文集』（金星堂、1997年）
- 『英語教育史重要文献集成』全15巻、監修・解題、ゆまに書房、2017〜2019
- 『英語教育 〔復刻版〕』全8巻+別巻、広島文理科大学英語英文学研究室／英語教育研究所編、監修・解題（共著者：上野舞斗）、ゆまに書房、2020〜2021
- 『語学教育〔復刻版〕』 全10巻+別巻、語学教育研究所編、監修・解題（共著者：河村和也）、ゆまに書房、2022〜2023